# Lista de fusos horários
Esta lista de fusos horários ou zonas horárias é apresentada informando quais os países e territórios [separados por faixas GMT (Greenwich Mean Time), ou UTC (Universal Time, Coordinated) -- Locais marcados com asteriscos (* ou **)] que observam Horário de verão: no Verão são adicionados (* no Hemisfério Norte, ** no Hemisfério Sul) de uma hora.
Há diversos países e a Groenlândia listados em mais de uma faixa GMT, pois apresentam mais de um fuso horário ou zona horária. Nesses casos, as zonas ou fusos horários são detalhados por estados, províncias, territórios, regiões.
No Canadá e nos Estados Unidos são bastante complexos os limites entre as diversas zonas horárias, não se limitando à fronteiras entre estados, províncias, territórios, regiões, mas também a rios e até limites entre condados.

## Mais de um fuso horário ou zona horária
Há países na lista a seguir em que suas extensões são significativas na direção dos paralelos, assim apresentando várias zonas ou fusos horários diferentes. São considerados aí os territórios de ultramar das nações.
- França - 13
- Rússia - 11
- Reino Unido - 10
- Estados Unidos- 9
- Austrália - 9
- Canadá - 6
- Dinamarca - 5 (inclui zonas horárias da Gronelândia)
- Brasil - 4
- México - 4
- Indonésia - 3
- Nova Zelândia - 3
- Quiribati - 3
- Micronésia - 3
- África do Sul - 2
- Cazaquistão - 2
- Chile - 3
- Equador - 2
- Espanha - 2
- Mongólia - 2
- Noruega - 2
- Portugal - 2
- República Democrática do Congo - 2

## GMT +0, Z
Horário de Greenwich - Ver UTC+0
A tripulação da Estação Espacial Internacional segue esse horário.
Territórios que seguem regras do horário de Verão Europeu - 01:00 h do último domingo de Março até 01:00 do último domingo de Outubro.
- Dinamarca
  - Ilhas Faroe
- Espanha:
  - Ilhas Canárias
- Irlanda
- Portugal
  - Portugal Continental
  - Arquipelago da Madeira
- Reino Unido
  - Inglaterra
  - Escócia
  - País de Gales
  - Irlanda do Norte
  - Guernsey
  - Ilha de Man
  - Jersey

Territórios sem horário de Verão
- Burquina Fasso
- Costa do Marfim
- Dinamarca
  - Gronelândia
    - Danmarkshavn, estação meteorológica e cercanias
- Gâmbia
- Gana
- Guiné
- Guiné-Bissau
- Islândia
- Libéria
- Mali
- Mauritânia
- Marrocos
  - Saara Ocidental (reconhecimento parcial como nação independente)
- Noruega
  - Terra da Rainha Maud
- Reino Unido
  - Santa Helena, Ascensão e Tristão da Cunha
    - Ilha de Ascensão
    - Ilha de Santa Helena
    - Ilha de Tristão da Cunha
- Senegal
- Serra Leoa
- Togo

## Hemisfério Ocidental
Novo Mundo (América), de Greenwich para o oeste.
Asteriscos simples representam o horário de verão setentrional, e asteriscos duplos indicam o horário de verão meridional.

### GMT -1, N
Territórios que seguem horário regras do horário de Verão Europeu - 01:00 h do último domingo de Março até 01:00 do último domingo de Outubro.
- Dinamarca
  - Gronelândia
    - Ittoqqortoormiit e cercanias
- Portugal:
  - Açores

Território sem horário de Verão
- Cabo Verde

### GMT -2, O
- Brasil - Ilhas Oceânicas
  - Pernambuco
    - Fernando de Noronha
    - Arquipélago de São Pedro e São Paulo

  - Espírito Santo
    - Trindade e Martim Vaz

  - Rio Grande do Norte
    - Atol das Rocas
- Reino Unido
  - Ilhas Geórgia do Sul e Sandwich do Sul
  - Território Antártico Britânico
    - Ilhas Órcades do Sul

### GMT -3, P
- Argentina
- Bolívia
  - Departamento de Tarija
- Brasil - hora oficial:
  - Alagoas
  - Amapá
  - Bahia
  - Ceará
  - Distrito Federal
  - Espírito Santo**
  - Goiás**
  - Maranhão
  - Minas Gerais**,
  - Pará
  - Paraíba
  - Paraná**
  - Pernambuco
  - Piauí
  - Rio de Janeiro**
  - Rio Grande do Norte
  - Rio Grande do Sul**
  - Santa Catarina**
  - São Paulo**
  - Sergipe
  - Tocantins
- Chile
  - Chile continental
- Dinamarca:
  - Gronelândia - litoral Sul e Sudoeste
- França:
  - São Pedro e Miquelão*
  - Guiana Francesa
- Paraguai**
- Reino Unido:
  - Ilhas Shetland do Sul
- Suriname
- Uruguai**
- Zona de disputa entre Argentina, Chile e Reino Unido na Antártica:
  - Península Antártica, maioria das bases.

### GMT -3:30, P†
- Canadá
  - Labrador (sudeste)*
  - Terra Nova*

### GMT -4, Q
- Antígua e Barbuda
- Barbados
- Bolívia
- Brasil
  - Amazonas
  - Mato Grosso**
  - Mato Grosso do Sul**
  - Rondônia
  - Roraima
- Canadá
  - Labrador (tudo, exceto extremo sudeste)*
  - Nova Brunsvique*
  - Nova Escócia*
  - Ilha do Príncipe Eduardo*
  - Quebeque (a leste do Rio Natashquan, conf. NAO ou a leste da longitude 63° O, conf. CIA)
- Chile** (exceto Província da Ilha de Páscoa e Região de Magalhães e Antártica)
- Dinamarca
  - Gronelândia
    - Qaanaaq* (segue "horário de verão'" dos Estados Unidos)
- Dominica
- República Dominicana
- Estados Unidos
  - Porto Rico
  - Ilhas Virgens Americanas
- França
  - Guadalupe
  - Martinica
- Granada
- Guiana
- Países Baixos
  - Aruba
  - Países Baixos Caribenhos
- Paraguai**
- Reino Unido
  - Anguila
  - Bermudas*
  - Ilhas Malvinas** (ou Falkland)
  - Monserrate
  - Ilhas Virgens Britânicas
- São Cristóvão e Neves
- Santa Lúcia
- São Vicente e Granadinas
- Trindade e Tobago

### GMT -4, Q†
- Venezuela (desde 9 de dezembro de 2007 - Zona -4) <[1]

### GMT -5, R
- Bahamas*
- Brasil
  - Acre
  - Amazonas
    - Atalaia do Norte
    - Benjamin Constant
    - Boca do Acre
    - Eirunepé
    - Envira
    - Guajará
    - Ipixuna
    - Itamarati
    - Jutaí
    - Lábrea
    - Pauini
    - São Paulo de Olivença
    - Tabatinga.[2]
- Canadá
  - Nunavut*
    - A leste do 85º meridiano oeste, e Ilha de Southampton e ilhas adjacentes

  - Ontário
    - ao leste de 90° Oeste

  - Quebeque
    - maior parte da província*
- Colômbia
- Cuba*
- Equador
- Estados Unidos
  - Carolina do Norte*
  - Carolina do Sul*
  - Conecticute
  - Delaware
  - Distrito de Columbia
  - Flórida
    - Todo o estado, exceto os condados (municípios) de Bay, Calhoun, Escambia, Holmes, Jackson, Okaloosa, Santa Rosa, Walton e Washington, e o condado do norte do Golfo (panhandle)

  - Geórgia
  - Ilha Navassa
  - Ilha de Rodes*
  - Indiana (maior parte do estado)*
  - Kentucky (parte leste)*
  - Maine*
  - Marilândia*
  - Massachusetts*
  - Míchigan (maior parte do estado)*
  - Nova Hampshire*
  - Nova Jérsia*
  - Nova Iorque*
  - Ohio*
  - Pensilvânia*
  - Vermonte*
  - Virgínia*
  - Virgínia Ocidental*
  - Tenessi*
    - Tenessi do leste (aprox. 1/3), exceto Condado de Bledsoe, Condado de Cumberland (Tennessee), Condado de Marion (Tennessee) e Condado de Sequatchie
- Haiti
- Jamaica
- México
  - Quintana Roo
- Panamá
- Peru
- Reino Unido
  - Ilhas Cayman
  - Ilhas Turcas e Caicos*

### GMT -6, S
- Belize
- Canadá
  - Manitoba*
  - Nunavut*
    - Região Kivalliq, (exceto Ilha Southampton - Coral Harbour, Nunavut) que fica no GMT -5)

  - Ontário*
    - Oeste de 90°.

  - Saskatchewan (exceto Lloydminster e arredores)
- Chile
  - Ilha da Páscoa**
- Costa Rica
- Equador
  - Ilhas Galápagos
- El Salvador
- Estados Unidos
  - Alabama
  - Arcansas*
  - Cansas (quase todo estado)
  - Dacota do Norte (maior parte do estado)
  - Dacota do Sul (leste)
  - Flórida
    - oeste do rio Apalachicola, exceto partes de Condado de Franklin (Flórida) e Condado de Gulf ao sul da Intracoastal Waterway

  - Ilinóis
  - Indiana
    - Condados (Municípios) do noroeste do estado
      - Jasper
      - Lake
      - LaPorte
      - Newton
      - Porter
      - Starke

    - Condados (Municípios) do sudoeste do estado 
      - Gibson
      - Perry
      - Posey, Spencer
      - Vanderburgh
      - Warrick

  - Iowa
  - Kentucky (oeste)
  - Luisiania
  - Míchigan*
    - Dickison
    - Gogebic
    - Iron
    - Menominee

  - Minesota
  - Mississípi
  - Missouri
  - Nebrasca (central e leste),
  - Oclaoma (maior parte do estado)
  - Tenessi*
    - Bledsoe
    - Cumberland
    - Marion
    - Sequatchie

  - Texas (maior parte do estado)
  - Wisconsin*
- Guatemala*
- Honduras
- México
  - Aguascalientes
  - Campeche*
  - Cidade do México
  - Coahuila*
  - Colima*
  - Chiapas*
  - Durango
  - Guanajuato
  - Guerrero
  - Hidalgo
  - Iucatã
  - Jalisco
  - Estado do México
  - Michoacán
  - Morelos
  - Novo Leão
  - Oaxaca
  - Puebla
  - Querétaro
  - San Luis Potosí
  - Tabasco
  - Tamaulipas
  - Tlaxcala
  - Veracruz*
  - Zacatecas*
- Nicaragua

### GMT -7, T
- Canadá
  - Alberta*
  - Colúmbia Britânica
    - Distrito Regional de Northern Rockies
    - Distrito Regional de Peace River
    - As comunidades do sudeste de Cranbrook, Golden e Incermore

  - Territórios do Noroeste*
  - Nunavut
    - Região de Kitikmeot e todas as terras a oeste do 102º meridiano oeste

  - Saskatchewan
    - Lloydminster e áreas próximas

  - Yukon
- Estados Unidos
  - Arizona (nação dos navajos - com Horário de verão, exceto o enclave aí existente da Reserva Hopi).
  - Cansas*
    - Greeley
    - Hamilton,
    - Sherman
    - Wallace

  - Colorado*
  - Dacota do Norte (sudoeste)*
  - Dacota do Sul (oeste)*
  - Idaho*
    - Ao sul do Rio Salmon (entre a fronteira do estado de Oregon e os condados (municípios) de Idaho e Lahmi e leste da fronteira dos condados de Lemhi e Idaho (entre o Rio Salmon e o estado de Montana.

Um erro legislativo em 1966 colocou legalmente o sul do Idaho no Fuso Horário da região Central dos Estados Unidos. O "Standard Time Act desse ano renumerou o Fuso da região das Montanhas da 3ª para a 4ª zona horária americana[3] mas parte do Standard Time Act original de 1918 foi mantida, mantendo o sul do Idaho na 3ª zona horária.[4] sem ter sido acertada em 1966. Porém, agora o sul do Idaho está já oficialmente na zona das Montanhas, segundo o Code of Federal Regulations.[5]
  - Montana*
  - Nebrasca (oeste)*
  - Nevada*
    - Reserva indígena de Duck Valley, mais as cidades de Mountain City e Owyhee; Jackpot, Nevada; West Wendover, Nevada,

  - Novo México*
  - Oklahoma
    - Kenton*

  - Óregon
    - 4/5 norte do Condado de Malheur

  - Texas*
    - El Paso
    - Hudspeth
    - noroeste do Culberson (área do Parque Nacional das Montanhas de Guadalupe)

  - Utá*
  - Wyoming*
- México
  - Baixa Califórnia Sul*
  - Chihuahua*
  - Naiarite*
  - Sinaloa*
  - Sonora

### GMT -8, U
- Canadá
  - Colúmbia Britânica (maior parte da província)*
- França
  - Ilha de Clipperton
- México
  - Baixa Califórnia*
- Estados Unidos (Fuso PT – Zona do Pacífico)
  - Califórnia*
  - Idaho*
    - Ao norte do Rio Salmon (entre a fronteira do estado de Oregon e os condados (municípios) de Idaho e Lahmi e leste da fronteira dos condados de Lemhi e Idaho (entre o Rio Salmon e o estado de Montana.

  - Nevada (quase todo estado, exceto as cidades fronteiriças com Idaho e West Wendover, Nevada)*
  - Óregon (quase todo estado, exceto Ontário (Oregon) e os 4/5 norte do Condado de Malheur)
  - Washington*
- Reino Unido
  - Ilhas Pitcairn

### GMT -9, V
- França
  - Polinésia Francesa
    - Ilhas Gambier
- Estados Unidos
  - Alasca (quase todo o estado)*

### GMT -9:30, V†
- França
  - Polinésia Francesa
    - Ilhas Marquesas

### GMT-10, W
- Estados Unidos (Fuso HT – Hawai e Aleutas)*
  - Alasca
    - Ilhas Aleutas (a oeste de 169°30′ O)

  - Ilhas Menores Distantes dos Estados Unidos
    - Atol Johnston

  - Hawai (inclui Ilha Kure, Atol Pearl e Hermes, demais ‘’Ilhas do Noroeste do Hawaí’’, exceto Atol Midway)
- França
  - Polinésia Francesa
    - Arquipélago da Sociedade inclui Taiti, Arquipélago de Tuamotu, Ilhas de Tubuai
- Nova Zelândia
  - Ilhas Cook

### GMT -11, X
- Estados Unidos
  - Ilhas Menores Distantes dos Estados Unidos
    - Ilha Jarvis, Recife Kingman, Atol Midway, Atol Palmyra

  - Samoa Americana
- Nova Zelândia
  - Niue

### GMT -12, Y
- Navios em Alto mar até 7.5° ao leste de 180°.
- Estados Unidos
  - Ilhas Menores Distantes dos Estados Unidos
    - Ilha Baker
    - Ilha Howland
- Para Kwajalein, Eniwetok, Atol de Bikini ver GMT + 12 (eram GMT -12)

## Hemisfério Oriental
De Greenwich para o leste - Velho Mundo (Europa, África e Ásia) e Oceania:

### GMT +1, A
Ver UTC+1
(também chamado CET: "Central Europe Time")'
("horário de verão" europeu - inicia à 01:00 h do último domingo da Março e termina às 01:00 h do último domingo de Outubro).
- Albânia
- Alemanha
- Andorra
- Áustria
- Bélgica
- Bósnia e Herzegovina
- Chéquia
- Croácia
- Dinamarca
  - Dinamarca Metropolitana
- Eslováquia
- Eslovênia
- Espanha
  - Espanha Peninsular
  - Ilhas Baleares
- França
  - França Metropolitana
- Hungria
- Itália
- Líbia
- Listenstaine
- Luxemburgo
- Macedônia do Norte
- Malta
- Mônaco
- Montenegro
- Países Baixos
  - Território metropolitano
- Noruega
  - Território metropolitano
  - Svalbard e Jan Mayen
- Polônia
- Reino Unido
  - Gibraltar
- San Marino
- Sérvia
  - Cossovo (reconhecido parcialmente como país independente)
- Suécia
- Suíça
- Tunísia
- Vaticano

Sem horário de verão:
- Argélia
- Angola
- Benin
- Congo
- Camarões
- Chade
- Gabão
- Níger
- Nigéria
- Noruega
  - Ilha Bouvet, desabitada
- Guiné Equatorial
- República Centro Africana
- República Democrática do Congo:
  - Cuílo
  - Congo Central
  - Equador
  - Quinxassa
- São Tomé e Príncipe

### GMT +2, B
Ver UTC+2
(também chamado CET: "Central Europe Time")
Com horário de verão" europeu - inicia à 01:00 h do último domingo da Março e termina às 01:00 h do último domingo de Outubro.
- Bulgária
- Chipre
- Estônia
- Finlândia
- Grécia
- Letônia
- Lituânia
- Moldávia
- Romênia
- Turquia
- Ucrânia

Territórios com horário de Verão da Rússia, Bielorrússia e Armênia
(início às 02:00 h do último domingo de março, final às 03:00 h do último domingo de outubro)
- Bielorrússia
- Rússia
  - Oblast de Kaliningrado

Territórios com seu próprio horário de verão)
- Egito
- Israel
  - Palestina (reconhecido parcialmente como país independente)
    - Faixa de Gaza
    - Cisjordânia
- Jordânia
- Líbano
- Reino Unido
  - Acrotíri e Deceleia
- Síria

Territórios sem horário de verão
- África do Sul
- Botsuana
- Burundi
- Essuatíni
- Lesoto
- Ruanda
- Namíbia
- Maláui
- Moçambique
- República Democrática do Congo
  - Cassai Ocidental
  - Cassai Oriental
  - Catanga
  - Maniema
  - Quivu do Norte
  - Província Oriental
  - Quivu do Sul
- Zâmbia
- Zimbábue

### GMT +3, C
Ver UTC+3
- África do Sul
  - Ilha Príncipe Eduardo
- Arábia Saudita
- Austrália
  - Território Antártico Australiano
    - Terra de Enderby
- Barém
- Catar
- Comoros
- Cuaite
- Djibuti
- Eritreia
- Etiópia
- França
  - Maiote
  - Ilhas Esparsas
    - Bassas da Índia
    - Ilha Europa (África)
    - Ilha de João da Nova
- Iêmen
- Iraque
- Madagascar
- Noruega
  - Terra da Rainha Maud
- Quênia
- Rússia* (maior parte da Rússia Europeia, inclui Moscou, São Petersburgo, Rostov-on-Don, Novaya Zemlya, Terra de Francisco José, e todas as ferrovias russas).
  - Oblast de Astrakhan* (conf. NAO)
  - Oblast de Saratov* (conf. NAO)
  - Oblast de Ulyanovsk* (conf. NAO)
  - Oblast de Volgogrado* (conf. NAO)
- Somália
- Sudão
- Sudão do Sul
- Tanzânia
- Uganda

### GMT +3:30, C†
Ver UTC+3:30
- Irã*

### GMT +4, D
Ver UTC+4
- Armênia*
  - Artsaque (reconhecido parcialmente como país independente)
- Azerbaijão*
- Emirados Árabes Unidos
- França
  - Reunião
  - Ilhas Esparsas
    - Ilhas Gloriosas (tecnicamente em GMT +3, mas usa o horário de Reunião)
    - Ilha Tromelin
- Geórgia (Georgia mudou de GMT +4 para GMT +3 em junho 2004, voltou a GMT +4 em março 2005) [6][7])
- Maurício**
- Omã
- Rússia
  - Oblast de Samara*
  - Udmurtia*
- Seicheles

### GMT +4:30, D†
Ver UTC+4:30
- Afeganistão

### GMT +5, E
Ver UTC+5
- Austrália
  - Ilha Heard e Ilhas McDonald
- Cazaquistão
  - Aktobe
  - Atyrau
  - Mangystau
  - Cazaquistão Ocidental
- França
  - Terras Austrais e Antárticas Francesas
    - Ilha de Amesterdã
    - Ilha de São Paulo
    - Ilhas Kerguelen
    - Ilhas Crozet
- Maldivas
- Paquistão (PKT—horário padrão do Paquistão)
- Rússia
  - Oblast de Astrakhan* (conf. CIA)
  - Bashkortostan*
  - Oblast de Chelyabinsk*
  - Oblast de Kurgan*
  - Oblast de Orenburgo*
  - Krai de Perm*
  - Oblast de Saratov* (conf. CIA)
  - Oblast de Sverdlovsk* (inclui Yekaterinburg)
  - Oblast de Tyumen*
  - Oblast de Ulyanovsk* (conf. CIA)
  - Oblast de Volgogrado* (conf. CIA)
- Tajiquistão
- Turcomenistão
- Uzbequistão

### GMT +5:30, E†
Ver UTC+5:30
- Índia (IST — horário padrão da Índia)
- Seri Lanca (mudou da  zona GMT +6 para GMT +5:30 em abril de 2006)[8]

### GMT +5:45, E‡
Ver UTC+5:45
- Nepal - horário padrão Nepal - adotado em 1986.[9] Este é fuso com "quarto de hora" mais próximo de "Greenwich, ficando bem próximo do horário real de Katmandu, capital do país (longitude 85°19′ L ou 5:41:16h). Antigos mapas do Nepal e a CIA, antes de 1995, consideravam o país no +5:40.

### GMT +6, F
Ver UTC+6
- Bangladexe
- Butão
- Reino Unido
  - Território Britânico do Oceano Índico (inclui Arquipélago de Chagos e Diego Garcia)
- Cazaquistão
  - Almati
  - Aqmola ou Astana
  - Cazaquistão Oriental
  - Karaganda
  - Kostanay
  - Qyzylorda (província)
  - Cazaquistão do Norte
  - Pavlodar
  - Cazaquistão do Sul
  - Zhambyl
- Noruega
  - Terra da Rainha Maud
- Quirguistão (não mais tem horário de verão desde agosto 2005. Também mudou de GMT +5 para GMT +6[10])
- Rússia
  - Krai de Altai*
  - Altai (república)*
  - Oblast de Novosibirsk*
  - Oblast de Omsk*
  - Oblast de Tomsk* (conf. NAO)

### GMT +6:30, F†
Ver UTC+6:30
- Austrália
  - Ilhas Cocos
- Mianmá

### GMT +7, G
Ver UTC+7
- Austrália
  - Ilha Christmas ou Ilha de Natal
  - Território Antártico Australiano
    - Terra de Wilkes
- Camboja
- Indonésia (Leste/"West Indonesian Time")
  - Samatra
  - Java
  - Bornéu Oeste e Central
- Laos
- Mongólia
  - Khovd
  - Uvs
  - Bayan-Ölgiy
- Rússia
  - Oblast de Kemerovo*
  - República da Cacássia*
  - Krai de Krasnoyarsk* (inclui Severnaya Zemlya)
  - Oblast de Tomsk* (CIA),
  - República de Tuva*
- Tailândia
- Vietname

### GMT +8, H
Ver UTC+8
- Austrália (AWST - horário padrão Oeste da Austrália)
  - Austrália Ocidental (quase todo estado)
  - Território Antártico Australiano
    - Terra de Wilkes
- Brunei
- República Popular da China
Toda a República Popular da China, o que faz desse fuso horário o mais extenso (sentido - Oeste-leste) do mundo. Assim, por exemplo, no extremo Oeste da China, o sul estará a pino as 15 horas e no extremo leste às 11 horas. Na fronteira Afeganistão-China a hora oficial muda, entre os países, em 3h30m. De 1912 a 1949, antes da república popular chinesa, as duas Regiões Autônomas da China, Xinjiang e Tibete (ambas no extremo oeste), ficavam em GMT +6. Foram mudadas para o fuso GMT +8 em 1949. Assim, como exemplo, o almoço é às 14 h e o horário de trabalho vai até às 19 h.[carece de fontes?]
- República da China (Taiwan).
Em 1895, quando o  Japão tomou a ilha de Taiwan, a nação foi colocada no fuso dito "padrão oeste japonês, GMT +*, junto com as Ilhas Yaeyama e Ilha Miyako (agora parte da Prefeitura de Okinawa, Japan). Porém, em 1937, o Japão aboliu esse horário, ficando Taiwan com o horário do Japão (GMT +9). Taiwan voltou ao horário GMT +8 depois do fim da Segunda Grande Guerra, com uso intermitente de horário de verão até 1979.
- Indonésia (Central/WITA)
  - Bornéu do Leste e do Sul
  - Pequenas Ilhas da Sonda
  - Celebes
- Malásia
A Malásia Peninsular, mais populosa, está geográficamente em GMT +7, mas mudou em 1982 para GMT +8 in 1982 para seguir a Malásia Oriental (Bornéu Malaio) (que tem apenas 20% da população do país). Assim, o país está todo hoje com um único horário.[11]
- Mongólia
  - Zavkhan
  - Govi-Altay
  - Bayankhongor
  - Arkhangay
  - Orhon
  - Bulgan
  - Övörkhangay
  - Ömnögovĭ
  - Dornogovĭ
  - Khövsgöl
  - Dundgovi
  - Töv
  - Darhan-Uul
  - Ulan Bator
  - Selenge
  - Khentiy
  - Dornod
  - Sükhbaatar
  - Govĭsümber
- Filipinas
- Rússia
  - Buriácia*
  - Oblast de Irkutsk*
- Singapura
Geograficamente no GMT +7 - mudou em 1982 para GMT +8 in 1982 para seguir o fuso da Malásia[11]

### GMT +8:45, H‡
Ver UTC+8:45
- Austrália
  - Austrália Ocidental
    - Caiguna–Eucla–cidade de fronteira (extremo sudeste do estado)**

### GMT +9, I
Ver UTC+9
- Indonesia (horário oeste - WIT)
  - Molucas
  - Papua (província indonésia) and Papua Ocidental (Nova Guiné Indonésia)
- Japão (JST - horário padrão do Japão)
- Coreia do Norte
- Coreia do Sul (KST - horário padrão da Coreia)
- Palau
- Rússia
  - Oblast de Amur*
  - Oblast de Chita*
  - Óblast de Sacalina* (parte oeste, inclui Yakutsk)
- Timor-Leste

### GMT +9:30, I†
Ver UTC+9:30
- Austrália (ACST—horário padrão Austrália Central)
  - Nova Gales do Sul (Estado australiano)
    - Broken Hill**,

  - Território do Norte (Austrália),
  - Austrália Meridional**

### GMT +10, K
Ver UTC+10
- Austrália (AEST—Eastern Standard Time)
  - Território da Capital Australiana**
  - Nova Gales do Sul** (exceto Broken Hill, usa horário do Sul da Austrália)
  - Queensland
  - Tasmânia** (horário de verão inicia no primeiro domingo de outubro, não no último)
  - Victoria (Austrália)**
- Estados Unidos
  - Guam (ChST - horário padrão de Chamorro)
  - Ilhas Marianas do Norte (ChST—horário padrão de Chamorro)
- França
  - Terra Adélia
- Micronésia
  - Estado de Chuuk
  - Estado de Yap
- Nova Zelândia
  - Dependência de Ross
    - Terra de Vitória
- Papua Nova Guiné
- Rússia
  - Krai de Primorsky (inclui Vladivostok)*
  - Krai de Khabarovsk*
  - República de Sakha* (parte central, inclui ilhas da Nova Sibéria)
  - Oblast de Sakhalin* (exclui Ilhas Kurilas)

### GMT +10:30, K†
Ver UTC+10:30
- Austrália
  - Nova Gales do Sul (Estado australiano)
    - Arquipélago de Lord Howe** (horário verão dif. 0:30 h)

### GMT +11, L
Ver UTC+11
- França
  - Nova Caledônia
- Micronésia
  - Kosrae
  - Pohnpei
- Rússia
  - Ilhas Kurilas*
  - Oblast de Magadan*
  - República de Sakha* (parte leste)
- Ilhas Salomão
- Vanuatu

### GMT +11:30, L†
Ver UTC+11:30
- Austrália
  - Ilha Norfolk

### GMT +12, M
Ver UTC+12
- Austrália
  - Território Antártico Australiano
    - Polo Sul
- França
  - Terra Adélia
    - Polo Sul
- Fiji
- Kiribati
  - Ilhas Gilbert
- Ilhas Marshall
Atóis de Kwajalein, Enewetak, Bikni nas Ilhas Marshall eram UTC 12. na Linha Internacional de Data, sendo eliminado o dia 21 de Agosto de 1993. Eniwetok e Bikini devem provavelmente ter avançado antes disso, quando os Militares dos Estados Unidos retomaram o controle sobre as ilhas.[12]
- Nauru
- Noruega
  - Terra da Rainha Maud
    - Polo Sul
- Nova Zelândia** (horário de verão do último domingo de setembro até o primeiro domingo de abril)
  - Dependência de Ross
    - Polo Sul
- Rússia
  - Chukotka*
  - Krai de Kamchatka*
- Tuvalu
- Ilha Wake
- Wallis e Futuna
- Zona de disputa entre Reino Unido, Chile e Argentina
  - Polo Sul

### GMT +12:45, M‡
Ver UTC+12:45
- Nova Zelândia
  - Ilhas Chatham** horário de verão do último domingo de setembro até o primeiro domingo de abril)

### GMT +13, M†
Ver UTC+13
- Kiribati
  - Ilhas Phoenix (antes era GMT −11, mudança pela eliminação do dia 31 de dezembro de 1994)
- Samoa (antes era GMT -11, mudança pela eliminação do dia 30 de dezembro de 2011)
- Tonga

### GMT +14, M†
Ver UTC+14
- Quiribáti
  - Espórades Equatoriais (antes era GMT -10, mudança pela supressão do dia 31 de dezembro de 1994)
    - Ilha Christmas ou Kiritimati
- Nova Zelândia
  - Toquelau (Formalmente utilizava UTC -10: avançou, pulando para UTC +14 em 30 de dezembro de 2011)